# Horia (okręg Neamț)
Horia – wieś w Rumunii, w okręgu Neamț, w gminie Horia. W 2011 roku liczyła 3277 mieszkańców.